# Drakenkop (plant)
De Drakenkop (Dracocephalum moldavica), ook wel Turkse Drakenkop, Moldavische Drakenkop of Drakenhoofd genoemd, is een vaste plant uit de lipbloemenfamilie (Lamiaceae).
De plant heeft een anijssmaak en wordt zowel in de keuken als in de Chinese geneeskunde gebruikt.